# Familia Welser en Venezuela
Los Welsares, Welzares, Belzares o Belsares (en los territorios  que hoy día corresponde a la región zuliana y la región centroccidental de Venezuela) fue un grupo de representantes de la casa banquera de la familia Welser de la ciudad de Augsburgo, Suabia, en el Sacro Imperio Romano Germánico, actualmente parte noreste del estado Baden-Würtemberg, Alemania. 

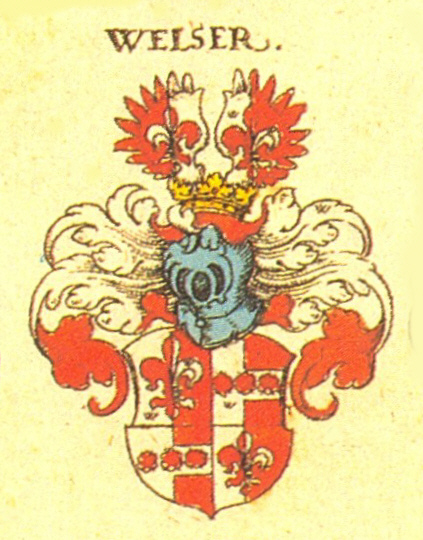
Escudo de armas de la familia Welser

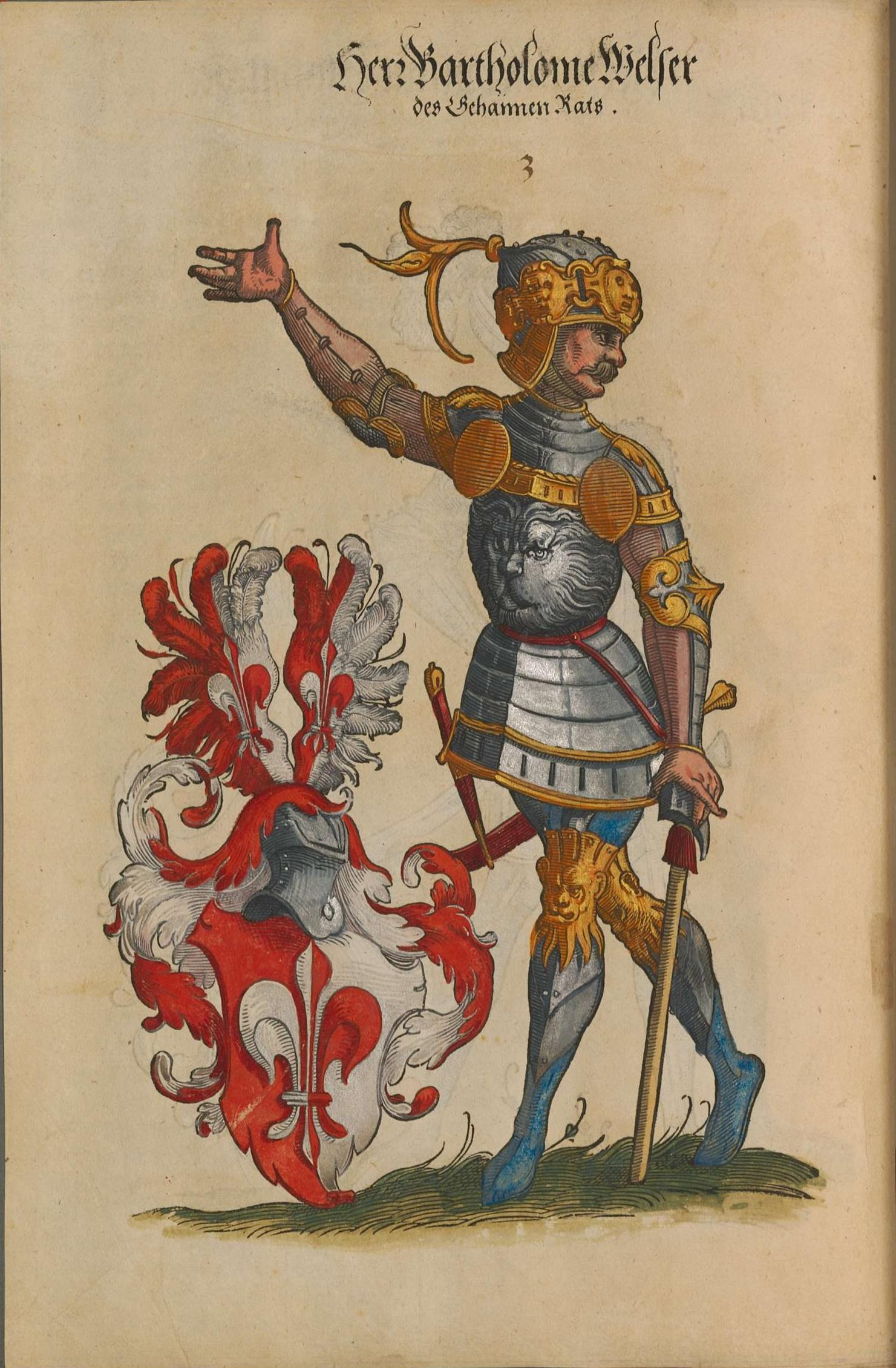
Bartholomäus Welser, natural de Augsburgo, Suábia, siglo XVI

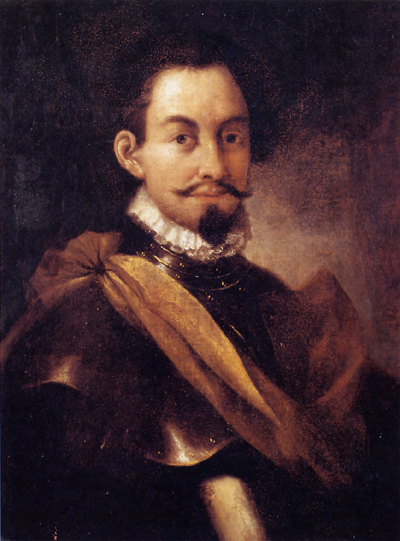
Philipp von Hutten, natural de Ulm, Suábia, último Gobernador de Welserland o Klein-Venedig

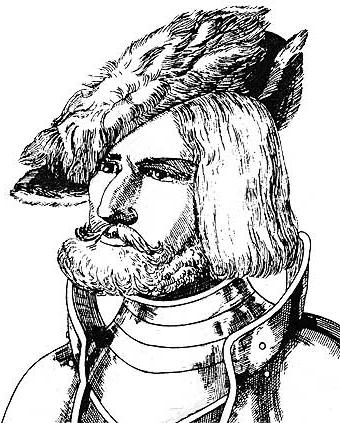
Nicolas Federmann, natural de Ulm,Suábia. Gobernador de la provincia

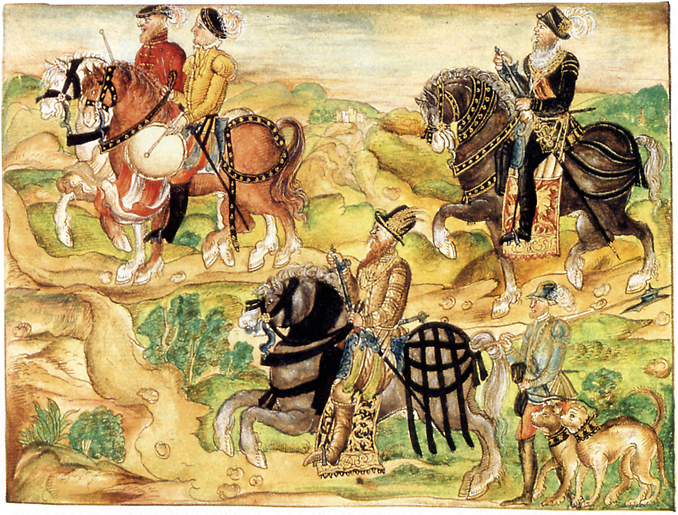
La Armada Welser en Venezuela.

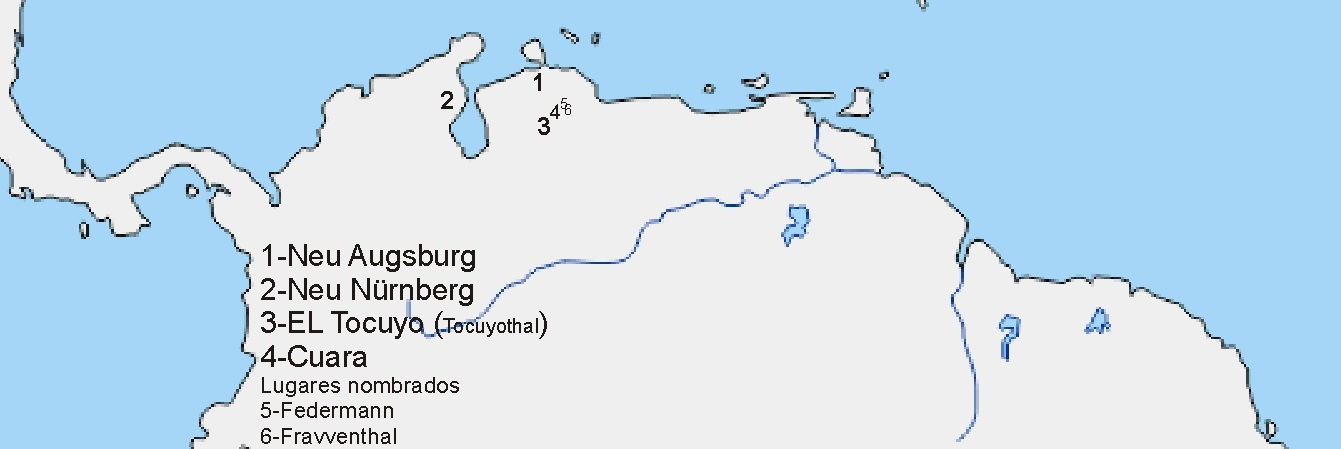
Presencia germánica en el siglo 16

## Historia
El 28 de marzo de 1528 el Rey Carlos I de España, a su vez  Carlos V del Sacro Imperio Romano Germánico  expidió la Capitulación de Madrid, arrendando temporalmente la Provincia de Venezuela a la familia de banqueros alemanes Welser de Augsburgo, lo que dio pasó a la creación del Klein-Venedig o Welserland (pronunciación en idioma alemán /ˈvɛl·zɛə·læn/ como se le conocía en Circunscripción de Suabia en el Sacro Imperio Romano Germánico en esa época), siendo los primeros europeos no latinos, sino germánicos en el Nuevo Mundo que iniciaron el proceso colonizador en América. En la capitulación se estipulaba que dichos territorios fuesen cedidos a la familia Welser para su explotación, con la condición de realizar la fundación de ciudades en el interior del territorio, repartir tierras, evangelizar a los indios y en general, ejercer el gobierno y ayudar a España a organizar los nuevos territorios. El primer gobernador fue Ambrosius Ehinger (o Alfinger), que utilizó como base la isla de La Española, donde los Welsares habían de fundar dos ciudades y tres fortificaciones. Desde allí Alfinger inició su expedición en 1529, llegó a la colonia de Santa Ana de Coro el 24 de febrero, rebautizandola como Neu-Augsburg en donde se estableció el primer cabildo o ayuntamiento de Coro, exploró la ribera del Lago de Maracaibo y fundó una ranchería, próxima a lo que hoy es Maracaibo, bautizada como Neu-Nürnberg. 
Los factores de los Welsares se ocupaban en los asuntos relativos a la economía provincial, que influenciaron en la vida civil de la naciente provincia y por el tiempo que duro dicho contrato desde 1528 hasta 1556.  con la presencia de ellos se inicia una de las primeras actividades económicas que se llevó a cabo en Venezuela. Todo se debía por el hecho que los Welsares disponían de personal capacitado, de excelentes mineros, de escribanos, de instrumentos de todo tipo, de dinero en abundancia; por lo cual, la promoción de estos, convence muchos del crédito sobre su expansión por la Capitanía General de Venezuela. Por ende desde muy tempranamente en América fue incorporada a la Ley de la oferta y la demanda, de donde arrancan los mercados regionales.
Fue evidente la escasez económica de la Provincia, según los intereses europeos, como se trasluce por los documentos y libros de Hacienda. En el Primer Libro de la Hacienda Colonial de Venezuela se muestra que los únicos gastos registrados fueron los pagos de salarios a las autoridades, no se realizó ninguna obra en la llamada ciudad, recaudándose apenas un total de 22.000 pesos, la Corona no recibió ni un solo maravedí de Venezuela ni beneficio alguno bajo cualquier forma, bien fuera en perlas o productos naturales.   Ahora bien, si es cierto que la Corona Española solo obtuvo exiguas ganancias en metálico o en especies, como fruto de la intervención de los alemanes en estas tierras, no se puede negar que tampoco tuvo que invertir ni un peso para que tanto territorio fuese reconocido en nombre de España, todo gracia a que Las expediciones de los alemanes tuvieron un fin netamente comercial: obtención y extracción de materia prima y metales preciosos para el mercado.

### Mineros germánicos (alemanes, suizos y flamencos) contratados por los Welsares
Como mínimo se realizaron 3 oleadas de inmigraciones con mineros procedentes de diversos pueblos, cantones y territorios que hoy día forma parte de Alemania, Suiza, Norte de Bélgica, Suroeste de Polonia y Noroeste de la República Checa. Es importante recordar que dentro del territorio del Sacro Imperio Romano Germánico, aquellos que hablaban alguna de las variedades de los dialectos del alemán o Alemánico, se desplazaban por todo ese vasto territorio. Silesia (parte de Polonia) fue influenciada, por el idioma y la cultura alemana que se impuso, así como también la región de Sudetes y Bohemia, hoy día regiones en la actual República Checa. Actualmente, muchos cantones, pueblos y ciudades cambiaron de nombre con el transcurrir de los siglos.
El contrato de mineros se realizó en Leipzig, Sajonia. Jerónimo o Hieronimus Walther fue el representante de los Welsares por medio de quien los mineros firmaron contratos para venir a Nuevo Mundo, algunos de ellos con esposas e hijos, como el caso de los Kerer, los Kestlin y los Enderlein - como se comentara más adelante - otros se emparentaron en la recién creada Provincia de Venezuela con aborígenes o descendientes de españoles. Dos de esas mujeres: Anna Enderlein y Anna Kestlin viajaron con contrato de 'ama de casa' para los mineros sajones. 

Primera Armada de 1.529
| Ciudad de origen                                                      | Mineros inmigrantes |
| Del Valle de San Joaquin hoy parte del noroeste de la República Checa | Juan Trempoldt |
| Kirchberg hoy parte del oeste de Austria                              | Lope Gegg, Juan Voulmer |
| Ziegenhals, Silesia hoy parte del suroeste de Polonia                 | Valentin Landhaus |
| Schneberg                                                             | Mauricio Butzler |
| Freiberg                                                              | Lope Dietrich |
| Geyer                                                                 | Burcado Unsorg, Juan Vuerman |
| Sierra de Santa Ana, Sajonia                                          | Melchior Rais/Reuß, Urbano Behem |
| Otras ciudades                                                        | Nicolas Taig de Conbach, Cristobal Ritcher de Neuenstatt, Martin Hofman/Hoffmann deAltenberg, Sigmundo Gebhart de Vueilhaim de Suabia, Juan Schick de Siberth |
| Sin indicar ciudad de origen                                          | Jacobo Schmid, Jorge Coler, Cristobal Kerer y su esposa Ana Kerer, Baltasar Foglener, Joachim Vuulmer, Francisco Kursner/Semelhamer de Gunzenhausen de Suabia, Juan Schenckel, Tomas Vogel, Oriundos de Sierra de Santa Ana, Sajonia, vinieron Juan/Hans Castel/Kestlin y su esposa Ana Kestlin (esta última enviudó en Venezuela retorno a Alemania y demandó a los Welsares en la ciudad de Leipzig), |

Segunda Armada de 1.530
| Ciudad de origen                                                      | Mineros inmigrantes |
| Del Valle de San Joaquin hoy parte del noroeste de la República Checa | Cristobal Ber, Antonio Sarer, Juan Opisch, |
| Schneeberg                                                            | Jorge Langer, Jordan Fleck, Andreas Backmann, Juan Craus/Kraus, |
| Freiberg                                                              | Jerónimo Ritcher, |
| Geyer                                                                 | Cristobal Schiz, Martin Lope/Wolffraum , |
| Sierra de Santa Ana, Sajonia                                          | Jerónimo Lequer, Valentin Hard, Valentin Vauxman/Wachßman |
| Otras ciudades                                                        | Fadrique Schaufheusner/Scheffheußer de Paren, Lorencio Hantsch de Hohnstein de Sajonia, Juan Henguel de Halminster del Alto Rin, Urbano Maquel/Meckel de Strige, Juan Vuildersee de Zuuickau, Miguel Bruner de Glashuten de Sajonia, Valentin Vuendel/Wendell de Lesnitz, Sajonia, Gaspar Schefler de Leuuenchaim/Lowenhan de Sajonia, Ambrosio Behem de Thomb de Sajonia, Sebastian Vueinman/Weinmann de Spanberg y Felipe Hess de Spanberg. |
| Sin indicar ciudad de origen                                          | Juan Yleis. |

Tercera Armada de 1.534
Algo nuevo y particular ocurrió con esta armada. En esta ocasión hubo mayor contratación de mineros inmigrantes y aventureros provenientes de Flandes y Amberes o Antwerpen, región germanoparlante en el norte de la actual Bélgica. 
| Ciudad de origen                  | Mineros inmigrantes |
| Nürnberg                          | Andreas Goldenfinger, Lazaro Spengel (hijo) y Juan Tucker. |
| Otras regiones de Suabia, Baviera | Juan Carlo/Karl de Golveldo. Philipp von Hutten de Birkenfeld de Haßberge, Baviera.                                                                                     |
| Sankt Gallen, Suiza               | Melchior Grübel y su hijo Leonardo Grübel. |
| Flandes                           | Juan Ort (hijo) y Adriano Estambreque de Amberes o Antwerpen. Gaspar de Metenes de Malinas. Juan de Brucel de Bruselas. Pedro de Tornay y Marcos Oder de Tornay o Torne |
| De origen desconocido             | Pedro Biltre/Viltre |

También llegaron a la Tierra Firme de la actual Venezuela durante ese período de administración Welser escribanos, clérigos y numerosos mineros entre otros artesanos contratados por los Welsares pero que no se haya una relación si vinieron en alguna armada alemana o vinieron de forma particular.
| Ciudad de origen                                 | Mineros inmigrantes |
| Flandes                                          | Calixto Cler de Amberes o Antwerpen. Antonio Colz, Nicolas Alemán, Bernardo Heslin, Jorge Flamenco/Flemmisch, Gaspar Flamenco/Flemmisch, Francisco Flamenco/Flemmisch y Guillermo Platin naturales de de Flandes. Juan Bautista/Baptiste, Juan Brucel (repetido) de Bruselas. Guillermo Manilas y Juan Ximenes de Breda, Flandes. |
| Otras regiones de Sacro Imperio Romano Germánico | Juan Hanns de Geldern. Joachim Ritz (escribano) y Ulrich Sailer de Sankt Gallen, Suiza. Juan Alemán de Köln. Enrique/Heinrich Remboldt de Augsburgo o Ulm, Suabia. Franz Lebzelter de Ulm, Suabia. Tito Neukomm de Lindau, Suabia. Jorge Koch (Jorge de la Cosa) de Alsacia del Alto Rin o Francia Alemana. Juan Casimires/Kasimir de Nürnberg, Suabia. Sixto Enderlein junto a su esposa y dos hijos de Pottmas quienes llegaron en la primera armada. |
| Ciudad de origen sin mencionar                   | Juan Ungelter, Guillermo Riquel, Juan de Ulate, Juan Haz, Ibi Anz, Livin/Liben de Grave (posiblemente de Flandes) |

## Gobernadores y Tenientes Gobernadores Tudescos entre 1528 y 1556
Varios serían los gobernadores, alcaldes y tenientes-gobernadores Welsares de la Provincia de Venezuela, la mayoría de ellos naturales de Suabia: Ambrosio Alfínger (1528-1533), Hans Seissenhofer, denominado Juan Alemán, de muy efímero desempeño (1530), Andres Gundelfinger, George von Spira o de Hohermut (1534-1535 y 1538-1540) y Heinrich Remboldt (1543), este último factor de los Welser y  gobernador interino, además de Nicolás de Federmann, quien estuvo encargado del gobierno, como Teniente de Gobernador, por las ausencias de Ambrosio  Alfínger (1530)  y de Jorge Espira (1535-1538), además de Felipe Von Hutten, quien se desempeñaría como Capitán General de la Provincia (1540-1546).
Así que cuando Alfinger murió en 1533 asesinado por los indios, le sucedieron como gobernadores, tenientes-gobernadores y exploradores de sus territorios en Venezuela otros alemanes, como Nicolás Federmann, Hans Seissenhofer, Bartholomä Sayler, Georg von Speyer (o Jorge de Spira), Heinrich Remboldt, Philipp von Hutten y Bartholomeus Welser V, quienes recorrieron la cuenca occidental del Orinoco, Los Llanos y los Andes septentrionales llegando hasta la sabana de Santa Fe de Bogotá (actual Colombia) en el caso de Federmann.
| Periodo     | Nombre y Apellido                                                                                | Datos de Nacimiento y Fallecimiento                                                                                               | Cargo desempeñado                         |
| 1529 - 1530 | Ambrosio Alfinger (o bien Ambrosious Thalfingern/von Ehinger)                                    | *Thalfingern de Ulm,Suabia ca1500 ¿? - † Chinacota, Norte de Santander, 1533.                                                     | Gobernador                                |
| 1530        | Jorge Ehinger (o bien Georg von Ehinger, posible hermano de Ambrosious von Ehinger).             | * Constanza, Suabia, en 1503 - † Lugar desconocido (probablemente Constanza, Suabia), en 1537                                     | Intentó tomar el poder, pero fue depuesto |
| 1530        | Juan El Alemán (o bien Johann o Johannes 'Hans' Seissenhofer von Key                             | *Ulm,Suabia ca 1500 - † Neu Augsburg, Provincia de Venezuela, 1530                                                                | Capitán y Gobernador interino             |
| 1531 - 1533 | Bartolomé de Santillana (o bien Bartholomeus o Hieronymus Sayler)                                | *Sankt Gallen, Suiza, ca1499- † Augsburgo, Suabia en 1559                                                                         | Gobernador interino                       |
| 1533        | Ambrosio Alfinger (o bien Ambrosious Thalfinger/von Ehinger)                                     | *Thalfingern de Ulm, Suabia ca1500 - † Chinacota, 1533.                                                                           | Gobernador                                |
| 1533 - 1535 | Nicolas Federmann (Teniente-Gobernador de Coro tras la muerte de Alfinger)                       | *Ulm, Suabia ca 1505 - † Valladolid, España Febrero de 1542                                                                       | Teniente-Gobernador                       |
| 1535 - 1540 | Jorge de Espira (o bien Georg Hohermut von Speyer)                                               | *Speyer, Palatinado Renano ca 1500 - † Neu Augsburg, Provincia de Venezuela, 11 de junio de 1540                                  | Gobernador                                |
| 1540 - 1543 | Enrrique Remboldt, (o bien Heinrich Remboldt. Llegó junto a su hermano Jakobb o Jacobo Remboldt) | *Ulm o Augsburgo,Suabia ca 1505 - † Neu Augsburg, Provincia de Venezuela, 1544.                                                   | (Alcalde de Coro y Gobernador interino)   |
| 1543 - 1544 | Philipp von Hutten                                                                               | *Birkenfeld de Haßberge, Baviera, 18 de diciembre de 1505 - † cerca de Cuara y Quibor, Provincia de Venezuela, 17 de mayo de 1546 | Teniente-Gobernador                       |

| Periodo      | Nombre y Apellido                       | Datos de Nacimiento y fallecimiento                            | Cargo desempeñado                                            |
| 1546 y 1557? | Melchor Grubel (o bien Melchior Grübel) | *Sankt Gallen, Suiza, ca 1490 - † El Tocuyo, entre 1561 y 1571 | Alcalde interino de Neu Augsburg en 1546 y El Tocuyo en 1557 |

| Periodo      | Nombre y Apellido                       | Datos de Nacimiento y fallecimiento                                        | Cargo desempeñado |
| 1529 -       | Juan Ungelter (o bien Hans Ungelter)    | *Ulm, Suabia, - † Neu Augsburg, entre 1530 y 1533                          | Alguacil |
| 1529 y 1570? | Joaquín Ritz/Ruiz (o bien Joachim Ritz) | *Sankt Gallen, Suiza, ca 1490 - † Coro, entre 1561 y 1571                  | Tesorero de los del patrimonio de losWelser en Neu Augsburg y Barquisimeto, Escribano de Neu Augsburg entre 1529 - 1546 y Barquisimeto en 1556 - ? |
| 1552 - ??    | Bernardo Eslin (o bien Bernhard Heslin  | *Flandes, Norte de Bélgica, ca 1490 - † Barquisimeto o Coro, antes de 1590 | Escribano de Barquisimeto y cabildo público. |

## Consecuencias
1- Alemania perdió con los Welsares su primera apuesta como país colonizador en territorio venezolano y en el Nuevo Mundo.
2- Conflictos entre los gobernantes alemanes, sus designados con las comunidades aborígenes (hostilidades) esclavos africanos y la población española. Sus intereses eran meramente capitalista, sin brindar ningún tipo de bienestar a los habitantes, ni la propagación de la religión.
3.- La Compañía Welser generó un importante despoblamiento indígena en las zonas que conquistaron. Uno de los representantes de los Welsares  más sangrientos fue Nicolás Federmann. A esta historia, se suma la práctica médica poco usual para la época cuando un soldado y médico español a sueldo de los Welsares llamado Diego de Montes de Oca con muchos conocimientos en yerbas medicinales y saludables; bajo el consentimiento de un cacique, mandó a embestir con una flecha o lanza al cuerpo de un indígena viejo, vistiendo la cabalgadura y montado en el caballo de  Hutten para hacer un experimento humano abriendo la herida del indígena (aún vivo hasta hacerlo morir) y compararla con la herida de flecha en el cuerpo de Philipp von Hutten y así hacer una intervención con el objeto de lograr extraer la flecha y salvar la vida del último gobernador alemán. Recordemos que este tipo de prácticas fue llevado a cabo 400 años más tarde en Alemania durante la Segunda Guerra Mundial por medio de unos de su oficial Josef Mengele conocido como el Ángel de la Muerte.
4- Una gran parte de los mineros sajones murieron tanto en Santo Domingo (como fueron las muertes de los niños que llegaron en la primera armada) y otros en Tierra Firme. Por esta razón la gran mayoría de los sajones de la primera y la segunda expedición que sobrevivieron de la fiebre tropical y malaria, retornaron a Sajonia todos empobrecidos y descorazonados. Por eso, la viuda de Kestlin, demando a Jerónimo Walter en Leipzig. Los Suabos explotaron físicamente a los mineros sajones, en caso de enfermedades no les brindaron ayuda sanitaria alguna.
5- Los pobladores de la naciente Provincia de Venezuela se habían convertido en deudores de los mercaderes Welsares.
6- Los Suabos, los Suizos y unos pocos Flamencos controlaban el poder y ejercieron papeles de importancia dentro de la naciente Provincia de Venezuela o Klein-Venedig/Welserland tales como: gobernadores, teniente-gobernadores, alcaldes, regidores y escribanos. Mientras que aquellos venidos de Sajonia y el Flandes (Norte de Bélgica) fueron mineros contratados como obreros con la contrariedad que fueron utilizados como soldados en expediciones de conquista en la búsqueda de El Dorado. Esto reflejaba una diferencia de clase entre los Suabos y Bávaros que ostentaban el poder y los Sajones y los Flamencos de Flandes quienes era solo subalternos.
7- Algunos colonos germánicos (especialmente Suizos y Flamencos) se unieron a la causa de Juan de Carvajal y al plan poblacional de la fundación de El Tocuyo. Lo cual demuestra un sentimiento de rechazo hacia la administración los Suabos por parte de los mismos germanoparlantes, entre los cuales se contaban ya con niños nacidos en Tierra Firme de estos, en algunos casos mestizos como Pascual y Ambrosio Ritz, hijos de una caquetía; la hija de Urbano Cler y los descendientes de Bernhard Heslin.
8- Se corría el riesgo de la expansión del Protestantismo en Venezuela y por ende en Tierra Firme en pleno siglo XVI, ya que entre los representantes de la compañía Welser había Luteranos y sospechosos de herejías, debido al recelo católico de la época.
9- Revocación de los privilegios concedidos a los alemanes a finales de 1559, por abusos y mala administración. 
10- No se estableció la actividad agropecuaria, ni el cultivo, ni la ganadería. En esa época, desde los rubros alimentarios hasta caballos eran productos de importación que comercializaban los Welsares.
11- Traiciones en ambas direcciones entre alemanes y españoles. Captura y muerte de Philipp von Hutten y Bartolomé Welser; enjuiciamiento y condena de muerte a Juan de Carvajal.
12- El aspecto lingüístico fue otro elemento de conflictos, ya que ellos administraban la región y hacían sus registros en idioma alemán. En muchas ocasiones fue necesaria la presencia de un intérprete para tratar entre gobernadores y colonos, sumado al hecho que los españoles no congeniaban con estos centroeuropeos por el hecho de hablar un idioma distinto.